# Zástranie
Zástranie je městská část Žiliny. K městu patří od roku 1980. Statistika města Žilina o počtu obyvatel z března 2017 informuje, že Zástranie má 940 obyvatel.

## Poloha
Zástranie se nachází 8 km severovýchodně od Žiliny, v jižní části Kysucké vrchoviny. Jihovýchodně se vypíná vrch Straník (768,9 m n. m.), který nabízí kruhový výhled na Žilinskou kotlinu a město Žilina. Vrch je známý paraglidingem a závěsným létáním. Je rovněž vyhledávaným místem vycházek pro svou snadnou dostupnost.

## Minulost a současnost
Historické názvy Zástrania byli „Zaztrany“ nebo „Zastranje“ a patřilo panství Starý hrad. Obyvatelé se zabývali chovem ovcí.

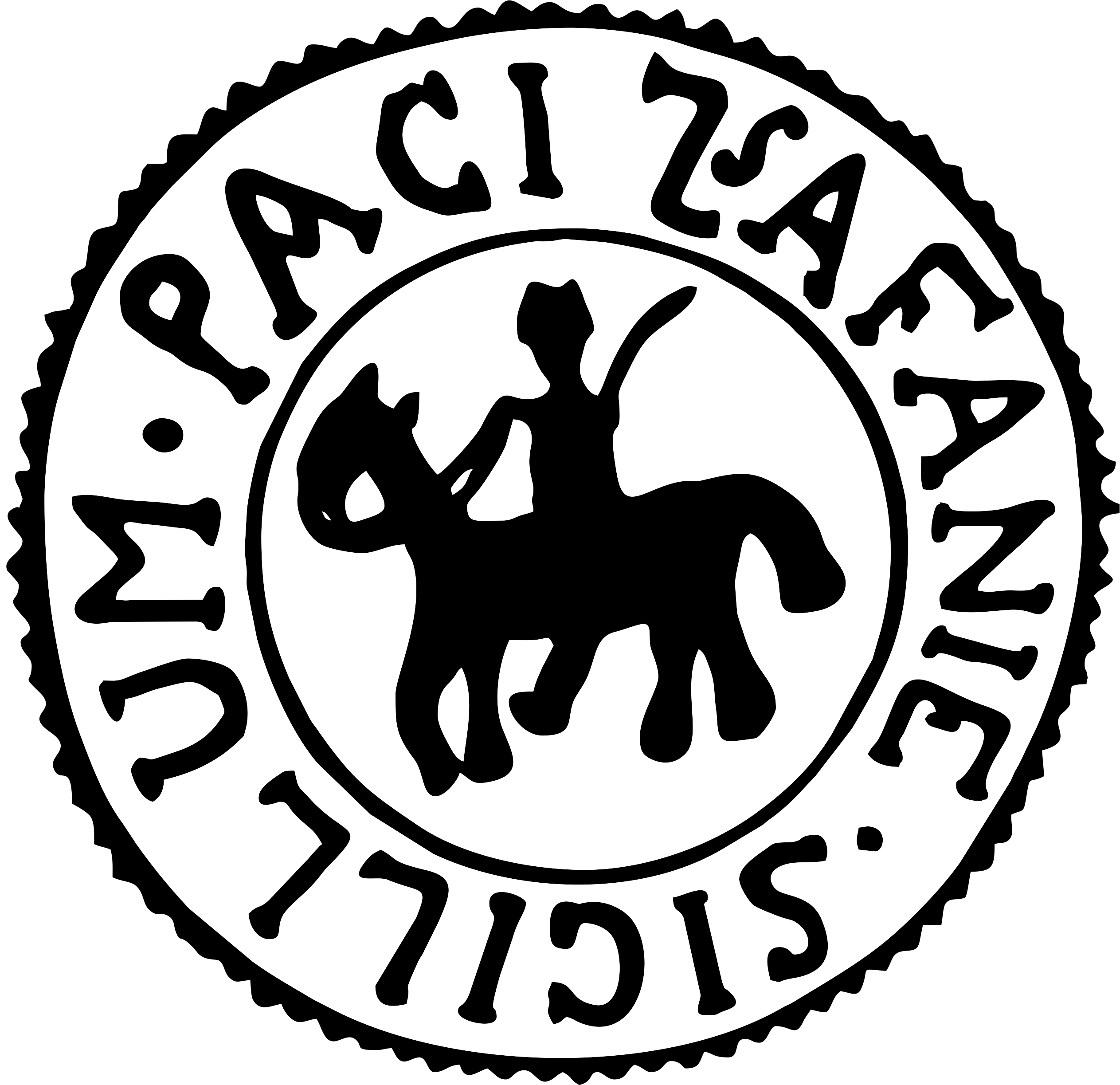
Otisk pečetidla z 18. století

Na vrchu Straník se rozkládalo jedno z největších hradišť jaké známe v Žilinské kotlině, s osídlením z mladší doby bronzové a mladší doby železné. Mělo rozlohu asi 6 hektarů a vybudoval ho lid lužické kultury. Mohutné valy obepínaly vrchol kopce hlavně ze severní strany, zatímco na jižní byl využit především přirozený tvar skalního hřebene. Obec byla ale založena pravděpodobně v druhé polovině 14. století na žilinském (německém) právu. Rok založení a podmínky neznáme, ale první písemná zmínka je z roku 1439, kdy král Albrecht II. Habsburský daroval manželce Alžbětě kromě jiných i Strečnianské a Starohradské panství. V rámci Starohradského panství se vzpomíná vesnice Zástranie.
Ještě koncem 20. století se zachovala původní zástavba ve staré části Zástrania. Osada se vyvinula kolem potůčku Snežnica, který pramení na severní straně vrchu Straník. Na současné Starej dedine mírně rozšířené byly postaveny dvě řady domů. Z ulice odbočují úzké cesty kolem kterých byly nastavěné další domy. Uprostřed osídlení byla ve stísněných podmínkách postavena zvonice. Urbanizace osídlení z minulosti se zachovala až dodnes. Mezi dřevěnými domy začaly postupně v druhé polovině 20. století vyrůstat zděné domy, čímž se narušila původní zástavba.
Na erbu Zástrania byl podle otisku pečetidla z 18. století jezdec na koni. V roce 2017 město Žilina schválilo a stanovilo symboly městské části Zástranie. Erb má takovou podobu: V červeném štítě stříbrnou šavlí ozbrojený stříbřitěoděný jezdec v sedle stříbrného zlatohřívého, zlatoocasatého a zlatokopytého koně kráčejícího po zeleném pažitu. Vlajka sestává ze sedmi podélných pruhů, sestavených z červené, bílé, žluté a zelené barvy. Je ukončena třemi cípy.

### Straník
Straník jako plachtařské letiště byl odzkoušen mezinárodním leteckým komisařem Ing. Elsnicem z Prahy v dubnu 1935 na Velikonoční pondělí. Po příchodu do Prahy Ing. Elsnic ihned zařídil výstavbu silnice z Tepličky na Straník, výstavbu hangáru pro větroně a chatu pro ubytování plachtařů. Po schválení letiště Straník začali plachtaři ze Zlína výcvik v této lokalitě. Všichni byli nadšeni podmínkami tohoto bezmotorového letiště, které začalo být uznávané jako rarita v Evropě. V roce 1936 se zde konaly první celostátní plachtařské závody. V roce 1943, v jarních měsících navštívili středisko létání prezident Slovenského státu Jozef Tiso a ministr národní obrany Ferdinand Čatloš. Byli seznámeni s průběhem výcviku, přičemž jim byly předvedeny ukázky z leteckého výcviku. Tehdy se uspořádaly i kurzy pro německou mládež, ale v roce 1944, když nastal protifašistický odboj, se s výcvikem na Straníku skončilo. Po druhé světové válce v roce 1945 se začalo intenzivně pracovat na oživení létání a přidala se další náročnější činnost – motorové létání. Kurzy byly obsazovány v plných počtech, hlavně zájemci z Česka. Definitivně došlo ke zrušení letiště v roce 1956 a celá činnost se přenesla na letiště Žilina. Konalo se zde několik ročníků mistrovství Československa v závěsném létání. Také se zde natáčel i československý film Vítězná křídla. V současnosti je vrch známý zejména paraglidingem. Naposledy se dostal Straník do povědomí veřejnosti v roce 2016, kdy projekt Lávka a přístřešek na Straníku vyhrál cenu za architekturu CEZAAR 2016. Ocenění bylo o to vzácnější, že bylo uděleno mezinárodní porotou.

### Obyvatelstvo

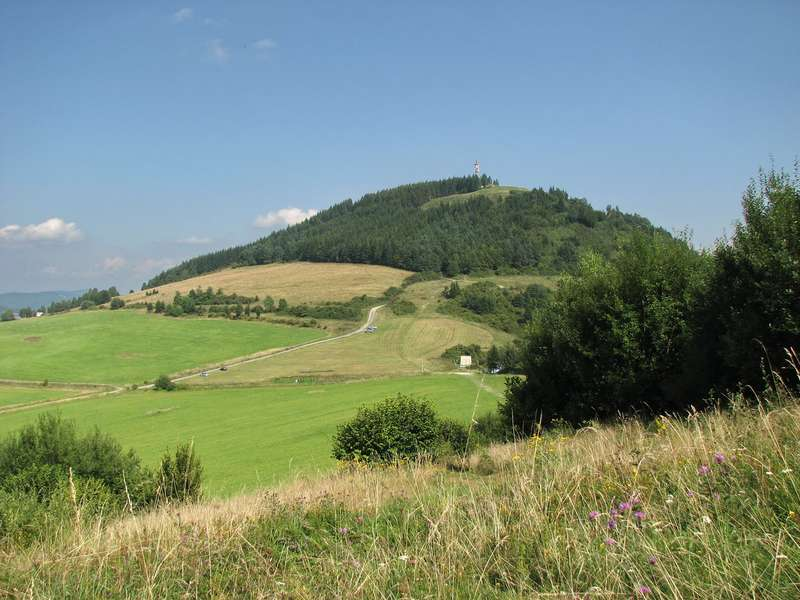
Vrch Straník

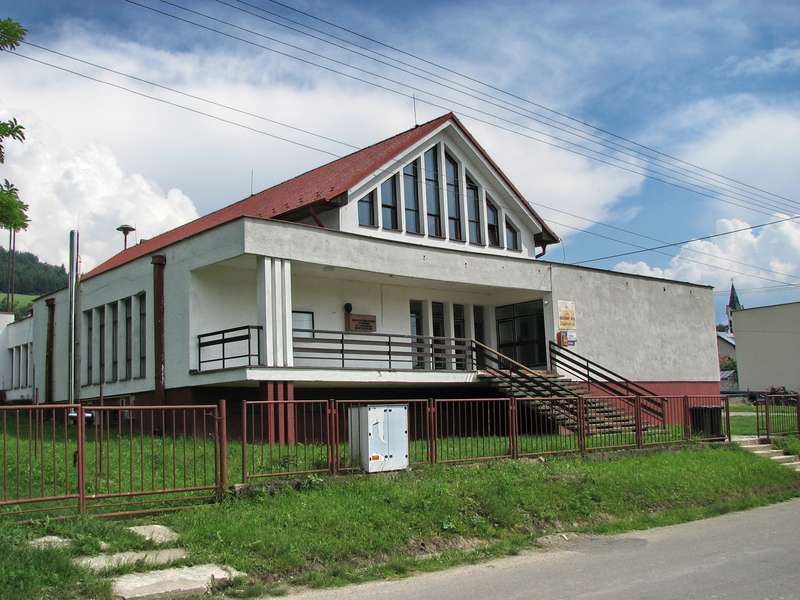
Kulturní dům Zástranie

V roce 1520 se z majetkové dělby mezi Pongrácovci dozvídáme, že v Zastrání bylo 12 sedláků. Zástranie nemělo vlastní faru, ve vesnici byla jen kaple a byla filií fary v Tepličce. Nejstarší jména Zástrancov se zachovaly v matrice Tepličky, která se začala psát v roce 1732. Jsou to rodiny: Belaj, Žiak, Holeš, Hruška, Januš, Chalupjansky, Jaššo, Sotter, Štefanik, Martinek, Meliš, Cesnek, Javor, Javorik, Lašút, Gugel, Pacišan, Vajčovec, Mičica, Šmehil.
V roce 1770 soupis k Tereziánskému urbáři uvádí 40 sedláků platících vysoké daně. Z nich bylo 31 poddaných hraběte Gašpara Pongráca, 5 poddaných hraběte Adama Pongráca a 4 poddaní barona Michala Pongráca. Zástranci jsou zde označeni jako „věční poddaní“, to znamená že byli připoutáni k půdě a nemohli se stěhovat. Z uvedeného soupisu známe i obecní samosprávu: rychtář (Judex) Adamus Schmehil, přísežný (Jurati) Joannes Lassuth, Martinus Holess a Michael Javorik.

### Osobnosti
V Zastrání se v roce 1920 narodil Ján Mičica. Pilota kpt. Jána Mičicu zastřelili 8. června 1972 při únosu česko-slovenského letadla L-410 A na lince Mariánské Lázně – Praha – Bratislava – Lučenec. Na kulturním domě má umístěnou pamětní desku. Byl prvním dopravním pilotem, zavražděným během letu. Tato událost posloužila jako předloha pro jeden díl seriálu Třicet příběhů Majora Zemana – příběh Mimikry, kde je událost značně upravena. Událost také posloužila jako předloha písně Únos od kapely Olympic.

### Sport

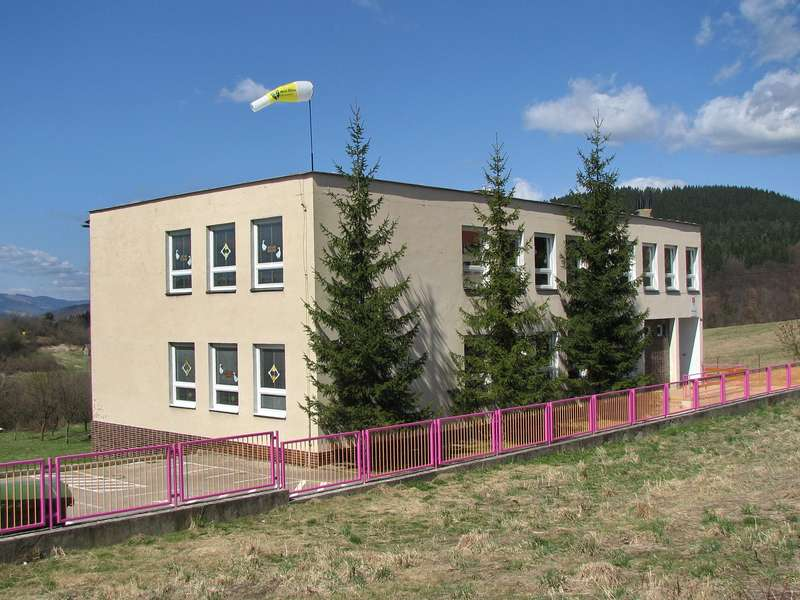
Mateřská škola Zástranie

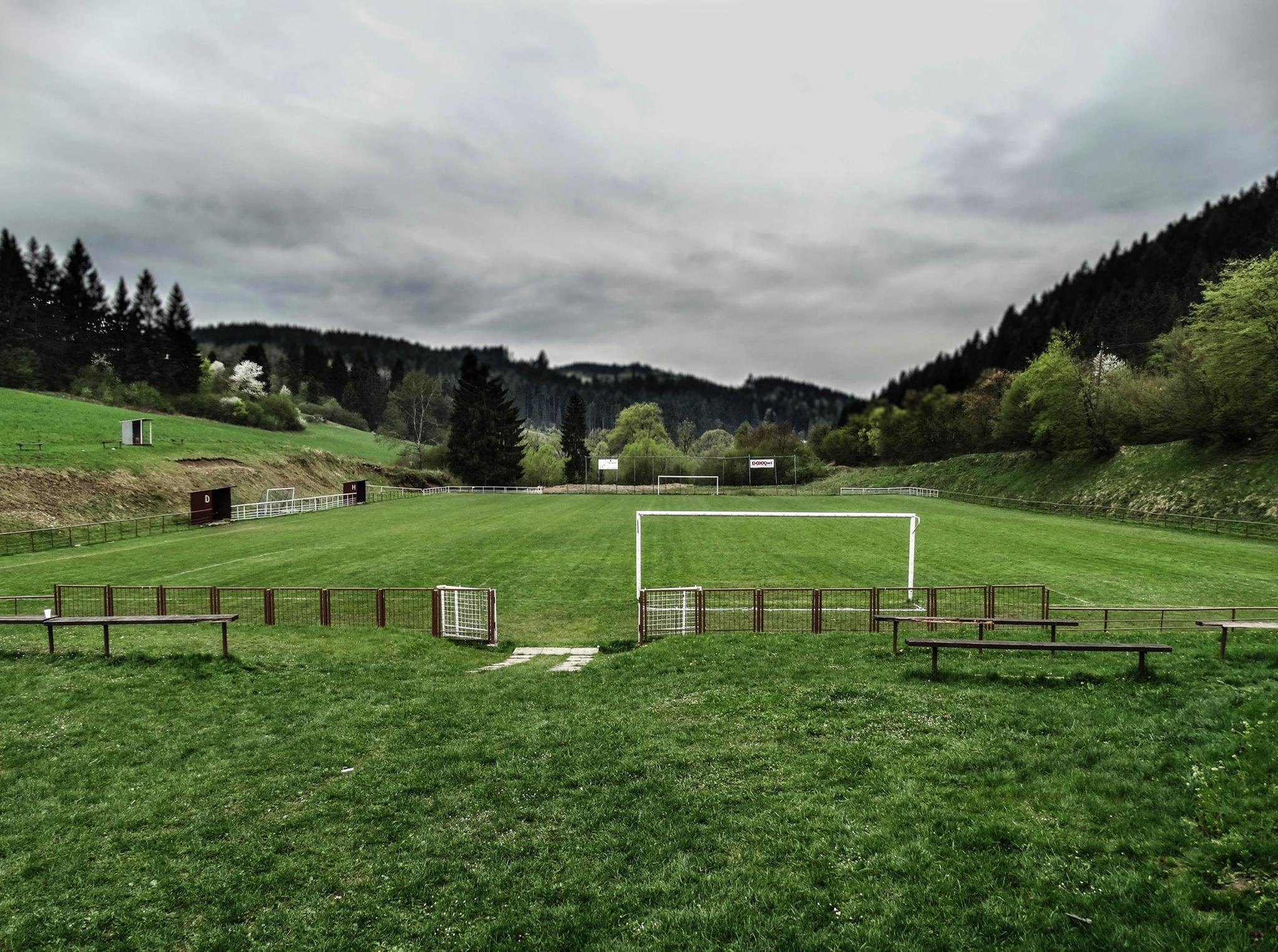
Fotbalové hřiště FK Zástranie

V obci funguje fotbalový klub FK Zástranie. Fotbalový klub byl založen v roce 1969. Každý rok se koná fotbalový turnaj – Memoriál kpt. Jana Mičicu. V obci také funguje i dobrovolný hasičský sbor.

### Památky

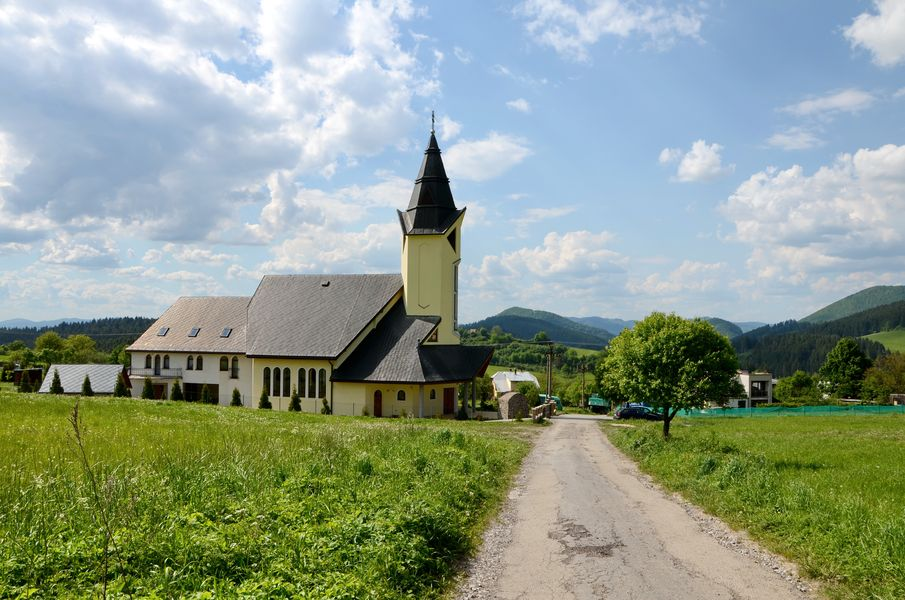
Farní kostel Sedmibolestné Panny Marie

V roce 2000 byl postaven žlutý Kostel Sedmibolestné Panny Marie podle projektů Ing. arch. Stanislava Tomana. Od 1. července 2003 je Zástranie samostatná římskokatolická farnost, která patří do žilinského děkanátu. Do římskokatolické farnosti Zástranie patří filiální farnosti Budatín a Zádubnie. Každý rok 15. září se koná hodová slavnost. Před postavením kostela bylo Zástranie filiální farností Tepličky nad Váhom.

### Doprava
Do Zastrání jezdí autobusová linka MHD č. 27 z Hájika, případně z centra ze zastávky Hurbanova. Dopravu zajišťuje Dopravní podnik města Žiliny. V Zastrání se nacházejí čtyři zastávky: Salaš, Na chotári, Na Straník a Zástranie – Stará dedina. Na konečné zastávce Zástranie – Stará dedina je prostor pro otáčení autobusů velmi omezený, a proto se autobusy musí otáčet couváním do přilehlé ulice.
Do Zastrání se přichází po silnici ze Žiliny přes Budatín a Zádubnie. Již od Budatína silnice stále stoupá asi 5 km až do sedla na úrovni pásma lesa, přes který pokračuje do Zástrania. Úsek silnice ze Zádubnie do Zástrania se začal budovat až po druhé světové válce. Stará původní silnice vedla do Zástrania z Tepličky nad Váhom. Tato silnice byla v roce 2016 kompletně zrekonstruována.